# Vescovato, Korsika
Vescovato är en kommun i departementet Haute-Corse på ön Korsika i Frankrike. Kommunen ligger i kantonen Vescovato som tillhör arrondissementet Corte. År 2022 hade Vescovato 3 393 invånare.

## Befolkningsutveckling
Antalet invånare i kommunen Vescovato
Referens:INSEE